# Freddie Bell and the Bellboys
Ferdinando Dominick Bello (Freddie Bell) nasceu na Filadélfia, Pensilvânia, com pais americanos e italianos ele se tornou um trombonista, baixista, baterista e cantor, tocando em várias bandas, incluindo o de Ernie Ventura. Em 1952, ele formou seu próprio grupo, os Bellboys, com Jack Kane (Saxofone), Frankie Brent (Baixo / Guitarra), Russ Conti (Piano), Chick Keeney (Bateria), e Jerry Mayo (Trompete). Eles foram um dos primeiros grupos de brancos da época que tocaram Hits R&B que por ventura eram considerados ritmos tipicamente negros. 
Em 1955, eles fizeram suas primeiras gravações para a Teen Records Label, incluindo uma versão cover de Jerry Leiber e Mike Stoller "Hound Dog" (Primeiro gravado por Big Mama Thornton). Ao executar a canção em Las Vegas, eles foram vistos por Elvis Presley, que ficou impressionado e decidiu gravar o próprio a canção.  
 O grupo assinou com a Mercury, em 1956, e também foram vistos pelo produtor de cinema Sam Katzman. Ele lhes ofereceu um papel em Rock Around the Clock, o primeiro rock e filme de rolo, estrelado por Bill Haley. O primeiro single de sua nova gravadora, "Giddy Up and Ding Dong", escrito por Bell e seu amigo Pep Lattanzi em 1953, foi destaque no filme. "Giddy Up and Ding Dong" não foi um sucesso nos Estados Unidos, mas era popular na Austrália, França e Reino Unido, onde chegou ao número quatro no UK Singles Chart. O grupo também apareceu no filme de 1956, Rumble on the Docks. Em 1957, eles se tornaram um dos primeiros grupos americanos a realizar um tour no Reino Unido, seus shows eram marcados por serem eletrizantes. 
Em 1964, eles apareceram no filme, Get Yourself a College Girl, com grupos dos anos 1960, como The Dave Clark Five e The Animals. No entanto, suas turnês internacionais pouco fizeram a popularidade do grupo na América aumentar, onde eles não tinham registros no Hit Records. Eles continuaram a fazer o bem durante alguns anos em Las Vegas, graças a seus shows enérgicos. 
Freddie morreu, aos 76 anos, em 2008 Jerry Mayo morreu, também aos 76 anos, em 10 de junho de 2011  

## Membros da Banda
Freddie Bell (29 setembro de 1931 - 10 de fevereiro de 2008)
Frankie Brent (9 de março de 1934 - 26 de agosto de 2002) 
Jerry Mayo (31 de agosto de 1934 - 10 de junho de 2011) 
Russ Conti aka Russell Caltabiano (outubro 20,1933 -May 4, 1992) 